# Carmen Steffens
Carmen Steffens é uma empresa brasileira com sede em Franca, interior de São Paulo, fundada por Mário Spaniol. Possui  560 lojas distribuídas por 19 países.

Contando com mais de 3.400 funcionários, possui o segundo maior faturamento do ramo de bolsas e calçados no Brasil.

## Galeria

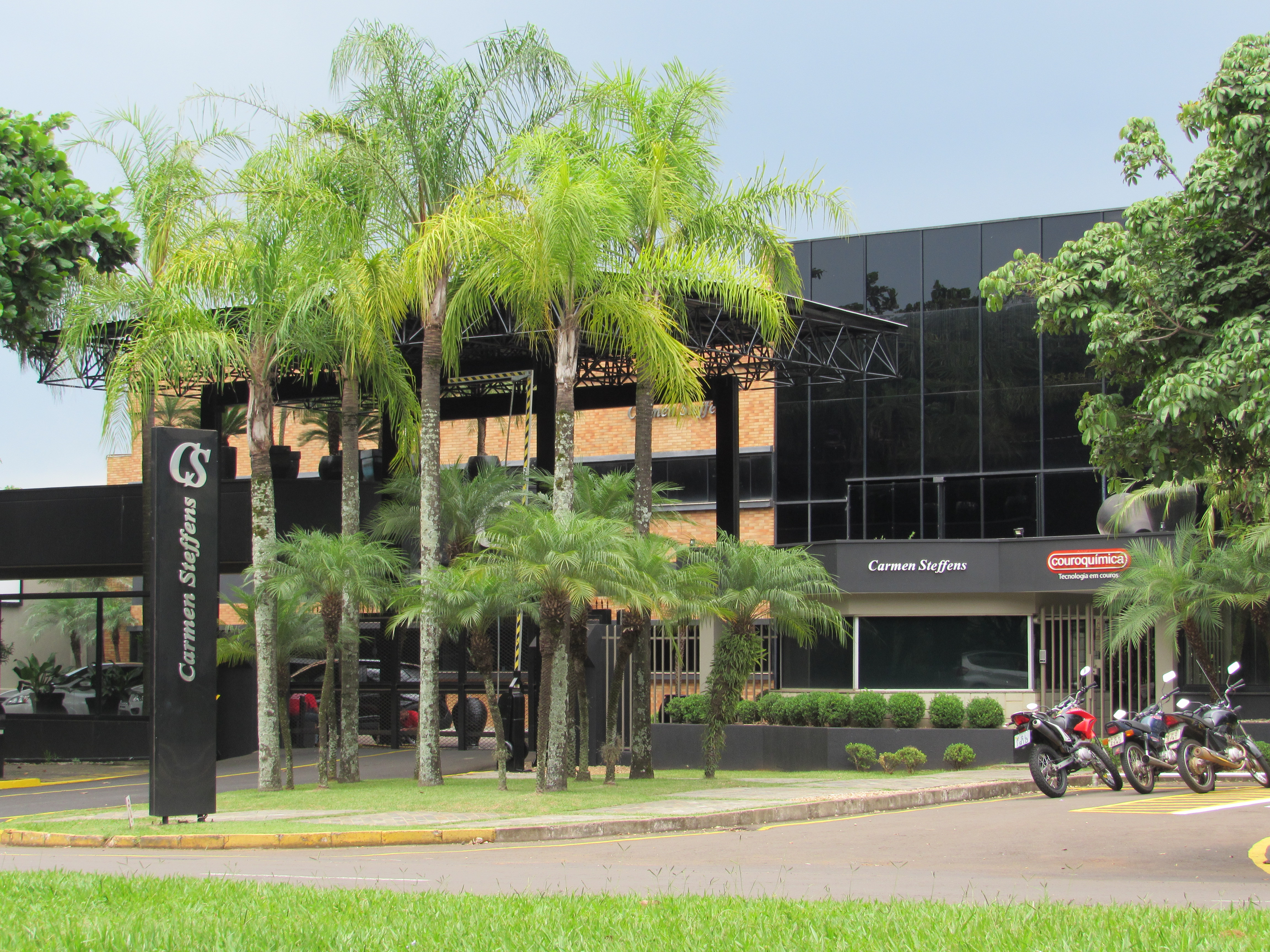
Entrada da fábrica da empresa Carmen Steffens em Franca (SP).